# Helme (község)
Helme község község, észt nyelven: Helme vald) Valgamaa megye nyugati részén. Székhelye Tõrva. A községet Tarmo Tamm polgármester vezeti. A község lakossága 2017. január elsején 1957 fő volt, amely 313 km²-es területét tekintve 6,3 fő/km² népsűrűséget jelent.

## Földrajza
A községet délről Lettország, nyugatról, északnyugatról Viljandimaa megye Karksi községe, keletről Hummuli és Puka, északról Põdrala határolja. Helme község területén található a Helme-barlang, valamint Helmétől északra a Helmei vár romjai. A változatos állat- és növényvilággal rendelkező Rubina-láp szintén a község területén fekszik.

## Közigazgatási beosztás

### Városi község
- Helme

### Falvak
Helme község területéhez 14 falu tartozik: Ala – Holdre – Jõgeveste – Kalme – Karjatnurme – Kirikuküla – Koorküla – Kähu – Linna – Möldre – Patküla – Pilpa – Roobe – Taagepera.

## Fordítás
Ez a szócikk részben vagy egészben  a   Helme vald című észt Wikipédia-szócikk ezen változatának fordításán alapul.  Az eredeti cikk szerkesztőit annak laptörténete sorolja fel. Ez a jelzés csupán a megfogalmazás eredetét és a szerzői jogokat jelzi, nem szolgál a cikkben szereplő információk forrásmegjelöléseként.